# Moulin de Valmy
Moulin de Valmy (fr.) – wiatrak typu koźlak we francuskiej miejscowości Valmy w departamencie Marna, który „był świadkiem” bitwy pod Valmy w 1792 między wojskami francuskimi a prusko-austriackimi. Wiatrak znajduje się na wzgórzu Argonne, na zachód od miejscowości Sainte-Menehould. 

## Historia
Wiatrak zbudowano w 1634 ale nie dotrwał do naszych czasów w oryginale, bowiem został spalony w dniu bitwy, 20 września 1792, na rozkaz generała François Kellermanna, ponieważ był łatwym celem dla artylerii pruskiej. Wiatrak został odbudowany ale na skutek niskich przychodów został zburzony przez rodzinę młynarzy w 1831. W 1939 podjęto decyzję o odbudowie wiatraka, zorganizowano w tym celu publiczną subskrypcję i zebrano wystarczające fundusze ale wybuch II wojny światowej zastopował inwestycję. 20 września 1947 (dokładnie w 155 rocznicę bitwy), dokonano uroczystej inauguracji wiatraka zakupionego i przeniesionego do Valmy z miejscowości Attiches w departamencie Nord. 10 maja 1989 wiatrak został wpisany na listę Monument historique jako zabytek szczególnie cenny dla narodowego dziedzictwa Francji. W 1998 przeprowadzono renowację wiatraka, która kosztowała 1,2 miliona franków. 
26 grudnia 1999 wiatrak został przewrócony przez burzę – podjęto decyzję o jego odbudowie. Pierwszy kamień położono 16 września 2004, a odbudowany wiatrak został zainaugurowany 20 września 2005. Odbudowa kosztowała 380 tysięcy euro.

## Galeria

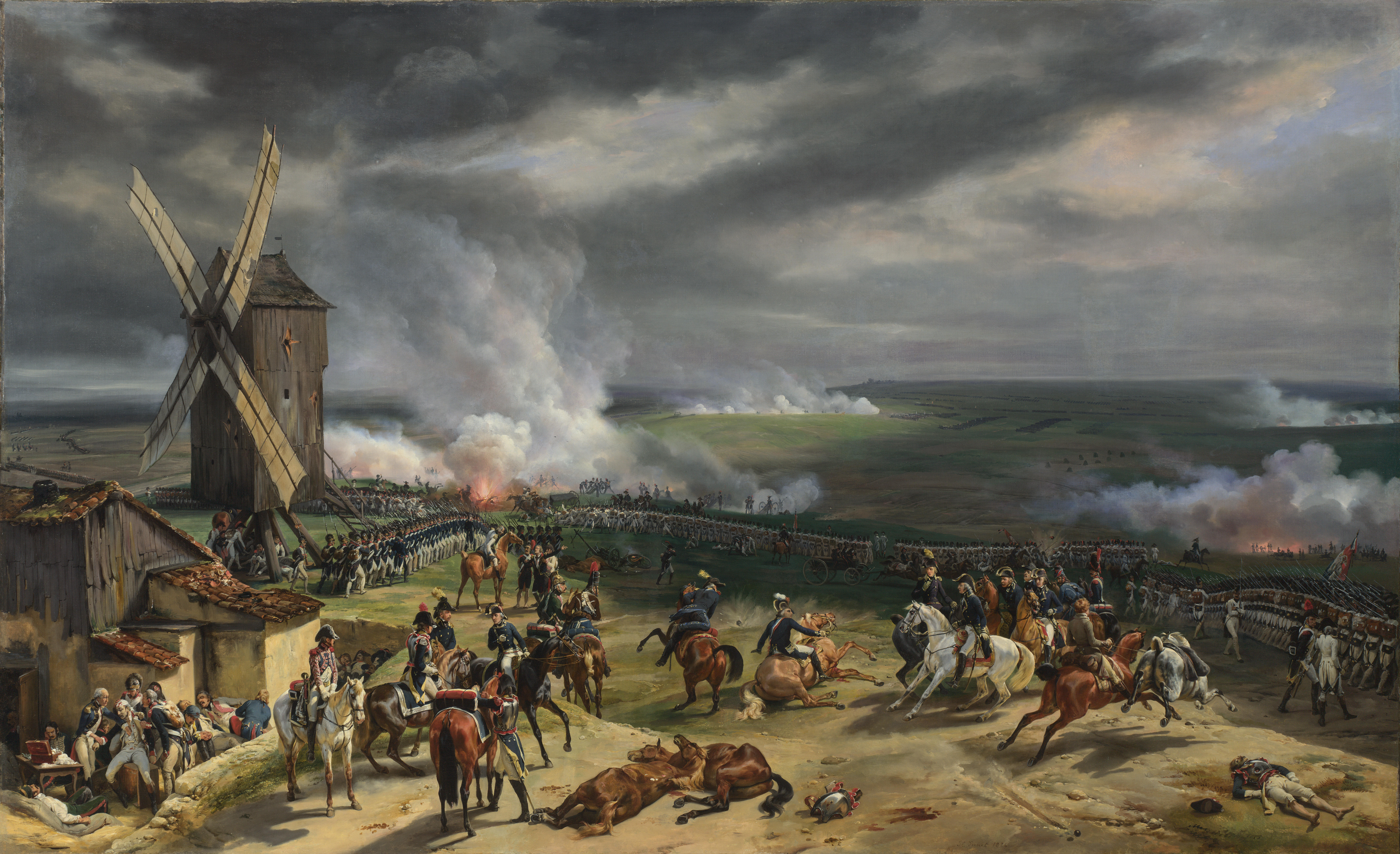
Horace Vernet, Bitwa pod Valmy (1826)
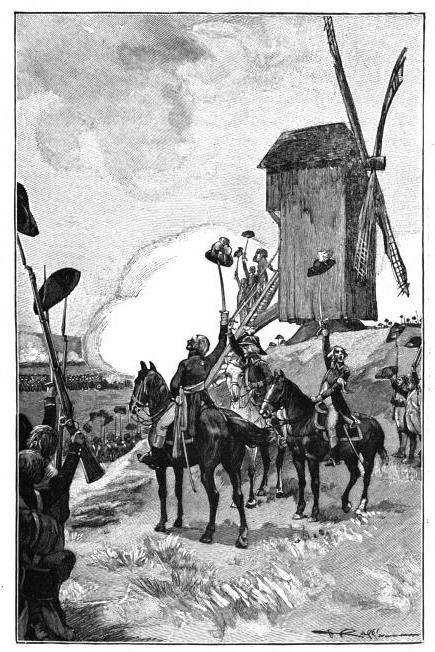
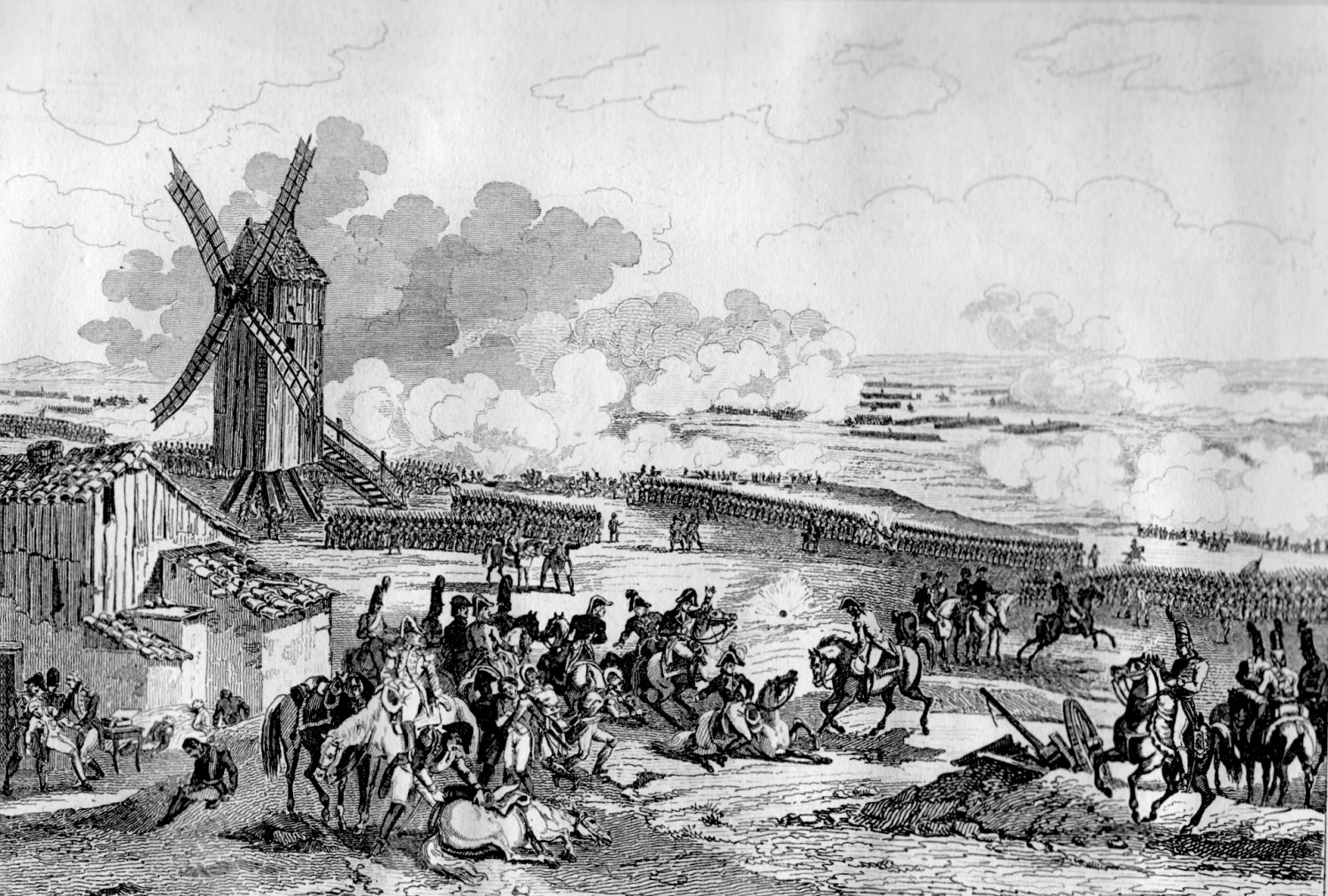